# 鄭多燕
鄭多燕（韓語：정다연，1966年11月27日—），又譯為鄭多蓮，本名鄭美燕（정미연），是韓國運動健身教練，身高162公分、體重49公斤，以身材健美著稱。創造了一個名叫Figure Robics的健身運動，出版書籍及DVD來推廣。

## 生平
鄭多燕在婚前為室內設計師。結婚後生有兩個小孩，因疏於運動而變得肥胖，三十歲時，因健康問題，在醫師建議下減肥。在成功減肥後，她推廣自創的減肥健身運動，成為韓國著名的藝人。她的事蹟曾被寫入韓國高中課本，作為教材。因為將自己的瘦身經驗公開在網路專欄而引爆話題，在韓國引起廣大迴響。並促使「몸짱（Mom-jjang，最完美的肉體）」、象徵終極女性美的「S라인（S line，S曲線）」等單字的誕生。「Mom-jjang症候群」甚至被選為韓國十大新聞之一。在華語地區同樣身負盛名，被譽為「美魔女」、「超級辣媽」。

## 爭議
2019年1月，鄭多燕代言的益生菌酵素錠等減肥藥品「多燕瘦」(Dayeonsu)，被雲林地檢署查獲內含瀉藥成份，由於產品含有西藥瀉劑成分，而且未經衛生機關許可製造，明顯已違反藥事法。查扣多燕瘦益生菌酵素錠庫存成品44萬1520粒、半成品1320.63公斤，初估有數百萬粒已被消費者吃下肚。

## 書籍
- 2011年 塑身女皇教你打造完美曲線 （页面存档备份，存于）
- 2012年 塑身女皇完美曲線伸展操 （页面存档备份，存于）
- 2012年 塑身女皇美胸、美腹、美臀DANCE （页面存档备份，存于）
- 2013年 塑身女皇教你吃出窈窕與健康：一天6餐，13年不復胖的秘密 （页面存档备份，存于）
- 2013年 塑身女皇鄭多蓮D-21局部塑身(蜜桃臀&纖長腿) （页面存档备份，存于）
- 2013年 塑身女皇鄭多蓮D-21局部塑身(馬甲線&小蠻腰) （页面存档备份，存于）
- 2013年 塑身女皇鄭多蓮D-21局部塑身(緊實臂&性感鎖骨) （页面存档备份，存于）
- 2013年 塑身女皇鄭多蓮D-21局部塑身(渾圓胸&誘人美背) （页面存档备份，存于）
- 2014年 塑身女皇鄭多蓮D-21局部塑身套書(1~4冊) （页面存档备份，存于）

## MV
- 2013年 自由發揮《GYM》